# Europamästerskapen i fälttävlan 1959
Europamästerskapen i fälttävlan 1959 arrangerades i Harewood, Storbritannien. Tävlingen var den 5:e upplagan av europamästerskapen i fälttävlan.

## Resultat
| Placering | Ryttare            | Häst           | Land |
| --------- | ------------------ | -------------- | ---- |
| 1         | Hans Schwarzenbach | Burn Trout     | SUI  |
| 2         | Frank Weldon       | Samuel Johnson | GBR  |
| 3         | Derek Allhusen     | Laurien        | GBR  |
| 29        | Evert Olausson     | Tom Raid       | SWE  |
| 31        | Sune Lindbäck      | Armagnac       | SWE  |

| Placering | Land           |
| --------- | -------------- |
| 1         | Västtyskland   |
| 2         | Storbritannien |
| 3         | Frankrike      |